# Bras-sur-Meuse
Bras-sur-Meuse è un comune francese di 727 abitanti situato nel dipartimento della Mosa nella regione del Grand Est.

## Società

### Evoluzione demografica
Abitanti censiti

## Geografia
Il comune si trova nel bacino idrografico della Mosa all'interno del bacino del Reno-Mosa. È drenato dal canale dell'Est Branche-Nord e dalla Mosa.